# Thomas Sumter

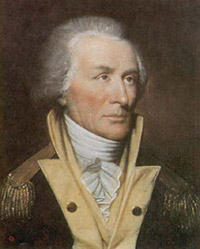
Portret van Sumter gemaakt door Rembrandt Peale (circa 1795)

Thomas Sumter (Hanover County, Kolonie Virginia, 14 augustus 1734 - nabij Stateburg, South Carolina, 1 juni 1832) was een Amerikaans officier en politicus. Hij was onder meer brigadegeneraal tijdens de Amerikaanse onafhankelijkheidsoorlog. Nadat de Verenigde Staten een onafhankelijk land werd, werd hij gekozen in het Huis van Afgevaardigden en in de Senaat, waar hij diende van 1801 tot 1810. Sumter kreeg de bijnaam "Carolina Gamecock" vanwege zijn woeste vechtstijl tegen Britse soldaten nadat die tijdens de revolutie zijn huis hadden platgebrand.

## Levensloop
Sumter werd geboren in Hanover County in Kolonie Virginia. Zijn vader was een molenaar en voormalig contractarbeider, terwijl zijn moeder een vroedvrouw was. Thomas Sumter bracht het grootste deel van zijn jonge jaren door met het verzorgen van vee en het helpen van zijn vader in de molen, niet op school. De jonge Sumter kreeg slechts een rudimentaire opleiding aan de grens en diende in de militie van Virginia, waar hij aanwezig was bij de nederlaag van Edward Braddock.

### Gevangenschap wegens schulden
Sumter strandde in South Carolina door financiële moeilijkheden. Hij diende een verzoek in bij de kolonie van Virginia om vergoeding van zijn reiskosten, maar dit werd geweigerd. Vervolgens werd Sumter wegens schulden in Virginia gevangen gezet. Toen zijn vriend en medesoldaat, Joseph Martin, in Staunton aankwam, vroeg Martin of hij de nacht met Sumter in de gevangenis mocht doorbrengen. Martin gaf Sumter tien gienjes en een tomahawk. Sumter gebruikte het geld om zich in 1766 uit de gevangenis te kopen. Toen Martin en Sumter zo'n dertig jaar later werden herenigd, betaalde Sumter het geld terug. 

## Amerikaanse Onafhankelijkheidsoorlog
Sumter richtte een plaatselijke militiegroep op in Stateburg. In februari 1776 werd Sumter gekozen tot luitenant-kolonel van het Tweede Regiment van de South Carolina Line, waarvan hij later tot kolonel werd benoemd. In 1780 werd hij benoemd tot brigadegeneraal, een functie die hij bekleedde tot het einde van de oorlog.
Tijdens gevechten in augustus 1780 versloeg hij de loyalisten en British Army bij Hanging Rock, en onderschepte en versloeg hij een vijandelijk konvooi. Later werd zijn regiment echter bijna vernietigd door troepen onder leiding van Banastre Tarleton. Hij recruteerde een nieuwe troepenmacht, versloeg in november majoor James Wemyss en sloeg een aanval van Tarleton af, waarbij hij gewond raakte.
Sumter verwierf tijdens de Amerikaanse Revolutie de bijnaam "Carolina Gamecock", vanwege zijn felle gevechtstactiek. 

## Politieke carrière
Na de onafhankelijkheidsoorlog werd Sumter gekozen in het Huis van Afgevaardigden waar hij diende van 4 maart 1789 tot 3 maart 1793, en van 4 maart 1797 tot 15 december 1801. Later diende hij in de Senaat, die door de wetgevende macht was gekozen om de vacature te vervullen die was ontstaan door het aftreden van senator Charles Pinckney. Sumter legde zijn zetel in de Senaat neer op 16 december 1810.

## Overlijden
Sumter stierf op 1 juni 1832 op zijn plantage op 97-jarige leeftijd. Hij werd begraven in het Thomas Sumter Memorial Park in Sumter County.